# Thorrenc (Ardecha)
Thorrenc és un municipi francès, situat al departament de l'Ardecha i a la regió d'Alvèrnia-Roine-Alps. L'any 2007 tenia 236 habitants.

## Demografia

### Població
El 2007 la població de fet de Thorrenc era de 236 persones. Hi havia 84 famílies, de les quals 12 eren unipersonals (8 homes vivint sols i 4 dones vivint soles), 28 parelles sense fills, 40 parelles amb fills i 4 famílies monoparentals amb fills.
La població ha evolucionat segons el següent gràfic:
Habitants censats

### Habitatges
El 2007 hi havia 94 habitatges, 84 eren l'habitatge principal de la família, 6 eren segones residències i 4 estaven desocupats. 93 eren cases i 1 era un apartament. Dels 84 habitatges principals, 78 estaven ocupats pels seus propietaris, 3 estaven llogats i ocupats pels llogaters i 3 estaven cedits a títol gratuït; 2 tenien dues cambres, 9 en tenien tres, 22 en tenien quatre i 51 en tenien cinc o més. 59 habitatges disposaven pel capbaix d'una plaça de pàrquing. A 17 habitatges hi havia un automòbil i a 64 n'hi havia dos o més.

### Piràmide de població
La piràmide de població per edats i sexe el 2009 era:
| Homes | Edats   | Dones |
| ----- | ------- | ----- |
| 0     | 95 o +  | 0     |
| 0     | 90 a 94 | 0     |
| 0     | 85 a 89 | 0     |
| 0     | 80 a 84 | 0     |
| 0     | 75 a 79 | 0     |
| 4     | 70 a 74 | 4     |
| 4     | 65 a 69 | 4     |
| 4     | 60 a 64 | 0     |
| 4     | 55 a 59 | 4     |
| 0     | 50 a 54 | 8     |
| 8     | 45 a 49 | 8     |
| 20    | 40 a 44 | 8     |
| 0     | 35 a 39 | 8     |
| 12    | 30 a 34 | 12    |
| 4     | 25 a 29 | 0     |
| 0     | 20 a 24 | 0     |
| 16    | 15 a 19 | 16    |
| 8     | 10 a 14 | 24    |
| 12    | 5 a 9   | 4     |
| 4     | 0 a 4   | 8     |

## Economia
El 2007 la població en edat de treballar era de 166 persones, 116 eren actives i 50 eren inactives. De les 116 persones actives 111 estaven ocupades (63 homes i 48 dones) i 5 estaven aturades (5 dones i 5 dones). De les 50 persones inactives 19 estaven jubilades, 13 estaven estudiant i 18 estaven classificades com a «altres inactius».

### Ingressos
El 2009 a Thorrenc hi havia 87 unitats fiscals que integraven 244 persones, la mediana anual d'ingressos fiscals per persona era de 19.353 €.

### Activitats econòmiques
Dels 11 establiments que hi havia el 2007, 2 eren d'empreses de fabricació d'altres productes industrials, 3 d'empreses de construcció, 1 d'una empresa de comerç i reparació d'automòbils, 1 d'una empresa de transport, 1 d'una empresa d'hostatgeria i restauració, 1 d'una empresa immobiliària i 2 d'empreses de serveis.
Dels 5 establiments de servei als particulars que hi havia el 2009, 1 era un paleta, 1 lampisteria, 1 electricista, 1 empresa de construcció i 1 restaurant.
L'any 2000 a Thorrenc hi havia 10 explotacions agrícoles que ocupaven un total de 156 hectàrees.

## Poblacions més properes
El següent diagrama mostra les poblacions més properes.